# Lista episoadelor din Gossip Girl: Intrigi la New York

## New York,I love you,XOXO
Este ultimul episod din seria Gossip Girl. Este sfârșitul sezonului al șaselea și este al 121-lea episod. A fost scris de Stephanie Savage și produs de Mark Piznarski. A fost difuzat pe canalul CW, pe 17 decembrie 2012.

Rezumat
Acest episod începe cu Chuck și Blair pe acoperiș în timp ce Bart Bass a căzut și era mort. Ei au plecat de pe acoperiș ascunzându-se de poliție deoarece Chuck a fost suspectat de crimă. Jack Bass, unchiul lui Chuck îi găsește pe cei doi și le rezolva problema deoarece singurul martor a fost Blair. Jack le-a propus să se căsătorească astfel, pe Blair nu o poate obliga poliția să depună mărturie împotriva lui Chuck. Chuck o cere în căsătorie, iar ea acceptă. Serena descoperă și citește articolul scris de Dan despre ea înainte de a pleca spre Los Angeles. După ce îl citește se hotărăște să rămână în New York pentru a discuta cu Dan. William van der Woodsen sosește să o consoleze pe Lili după pierderea soțului său și îi spune lui Ivy Dickens că intenționează să se împace cu Lili. După moartea lui Bart Bass, Nate este mult mai liniștit (Bart îl șantaja amenințându-l că îl va băga în închisoare și va închide rezista The Spectator pe care Nate o scrie), și încearcă să afle cu adevărat cine este Gossip Girl. În timp ce Jack și Georgina Sparks organizează nunta lui Chuck și Blair, ea și Serena discută despre Dan ca fiind un personaj negativ pentru Serena deoarece nu face parte din lumea lor și nu o va înțelege niciodată, Dan a auzit întreaga conversație și îi dă lui Nate ultimul capitol al lui despre Gossip Girl. Chuck și Blair sunt căsătoriți de către Cyrus, iar imediat după apare poliția care îi duce la secție pentru a-i interoga. În același timp, telefoanele tuturor sună: Nate a publicat ultimul capitol în The Spectator, despre cine este Gossip Girl. Caracterele acestui moment variază de la Vanessa, Juliet, Agnes și Lola. Dan explica tuturor de ce a creat blogul Gossip Girl și că Jenny știa în tot acest timp.

Cinci ani după:
În ziua nunții Serenei cu Dan, aflăm că Chuck și Blair sunt părinții unui băiat pe nume Henry, Nate este un om de afaceri datorită The Spectator, Ivy a scris o autobiografie despre ea,cariera sa și viața în Upper East Side, făcându-se un film despre asta în care joacă Lola și Olivia Burke. Jenny și Blair au devenit partenere pentru o linie de modă numită 'J for Waldorf'. Lili și William sunt din nou împreună în timp ce Rufus este într-o relație cu Lisa Loeb. De asemenea Jack Bass și Georgina Sparks au devenit un cuplu. Ultima scenă arată noua generație de liceeni din Upper East Side, 'noua elită'. Serialul se sfârșește cu vocea lui Gossip Girl care spune că nu va muri "mereu va fi cineva din afară care vrea să intre înăuntru". Aceste ultime cuvinte semnifică toată viața lui Dan care dintr-un cartier mic voia să ajungă în acea elită din Upper East Side pentru a fi la fel ca toți ceilalți.
Distribuția:
Serena van der Woodsen : Blake Lively
Blair Waldorf : Leighton Meester
Chuck Bass : Ed Westwick
Nate Archibald : Chace Crawford
Lily van der Woodsen : Kelly Rutherford
Rufus Humphrey : Matthew Settle
Jenny Humphrey : Taylor Momsen
Vanessa Abrams : Jessica Szohr
Dorota Kishlovsky : Zuzanna Szadkowski
Eric van der Woodsen : Connor Paolo
Ivy Dickens : Kaylee DeFer
Eleanor Waldorf : Margaret Colin
Georgina Sparks : Michelle Trachtenberg
Bart Bass : Robert John Burke
Charlie 'Lola' Rhodes : Ella Rae Peck
Juliet Sharp : Katie Cassidy
Jack Bass : Desmond Harrington
William van der Woodsen : William Baldwin
Cyrus Rose : Wallace Shawn
Sage Spence : Sofia Black-D'Elia
Olivia Burke : Hilary Duff
Gossip Girl : Kristen Bell